# Marano lagunen
Marano lagunen er en kæmpe lagune i det nordøstlige Italien. Den har et overfladeareal på omkring 160 km2. Et areal på  14  km2 blev i 1979 udpeget til Ramsarområde.

## Beskrivelse
Marano Lagoon strækker sig fra Lignano Sabbiadoro omkring 30 km  mod øst. Den betragtes som tvillingen til Venedig-lagunen, der ligger et par km mod vest. Nogle gange kaldes den Marano-Grado-lagunen, men geografisk er den opdelt i to sektioner: Marano-lagunen og Grado-lagunen.

### Grado
Sektionen, der normalt kaldes "Grado Lagoon" er en italiensk lagune beliggende i det nordlige Adriaterhav, som strækker sig fra Fossalon-øen (nær Grado) til øen Anfora, ved siden af mundingen af den lille flod Aussa.
Grado lagunen, som dækker et areal på omkring 90 kvadratkilometer og har næsten 120 øer, er opdelt i en østlig sektor (på italiensk kaldet  "Palud de sopra") og en vestlig sektor ("Palud de soto").
Oprindelsen af lagunen er relativt ny. Indtil det femte århundrede dækkede landet hele området, som det fremgår af adskillige arkæologiske fund, herunder en romersk vej, nu fuldstændig dækket af vand, som forbandt Aquileia med havnen i Grado.
Karakteristisk for Grado-lagunen er tilstedeværelsen af huse kaldet casoni, enkle huse med tag af halm, der bruges af fiskerne i Grado.
Den typiske båd for indbyggerne i lagunen er batèla, der har en flad bund og drives ved roning. Batèlaen er normalt 5 til 10 meter lang, og ledes af en roer, der står i agterstavnen (og kan være udstyret med et sejl).
Lagunen, som mod vest afgrænses af sektionen kaldet "Marano Lagoon", krydses i længderetningen af "den venetianske kystvandvej", en vandvej, der forbinder Venedig med Isonzoflodens udmunding.

#### Laguna vest (Palud de soto)
Laguna vest (Palud de soto) er den største og har mange øer. Der er næsten hundrede ligesom den smukke ø Martignano.
Den krydses af talrige kanaler, som er arrangeret langs hovedøerne. Blandt dem er, tæt på Grado, den lille ø San Pietro d'Orio, som i århundreder var sæde for et kloster; en anden ø kaldet Ravaiarina (som nu er udstyret med fiskedamme og faciliteter) og Gorgo -øen (tidligere kaldt "Saints Cosimo og Damiano"), som tidligere husede en kirke og, under Anden Verdenskrig, et italiensk militærområde.
Går man længere mod vest fra Grado og på vej mod Marano-lagunen er der blandt andre små øer, øen Morgo, med udbredt vegetation og tidligere kendt for sin landbrugsproduktion, og øen Beli, som skylder sit navn til den legendariske heks Bela, der forvirrede sømænd. Den vestligste ø er Anfora, som fik strategisk betydning i 1866, da den markerede grænsen mellem Italien og det østrig-ungarske imperium. I dag huser det den lille ø byen Porto Buso.

#### Laguna øst (Palud de sora)
Laguna East ( Palud de sora ) er den senest dannede og den mest lavvandede. Efter landvindingen af Fossalon-øen, realiseret i første halvdel af sidste århundrede, er dens overflade næsten halveret. Inde i denne landvinding ligger nu Valle Cavanata naturreservat.
Sammenlignet med den vestlige lagune er den mindre rig på øer, men de har en masse enorme træer (som den østligste ø kaldet Panera). Mellem disse øer skiller Barbana sig ud; Den er hjemsted for det 1500 år gamle helligdom "Maria, Jesu mor" og er permanent beboet af et samfund af franciskanerbrødre. Øen besøges hvert år under fejringen af "Perdòn di Barban", en pilgrimsrejse, som foregår den første søndag i juli og omfatter en procession af både dekoreret med flag i lagunen fra Grado til Barbana.
I den østlige lagune er der også øen Schiusa, som for nylig er skabt med fyldmateriale og nu fuldstændig urbaniseret og integreret med Grado.
Selvfølgelig er ø-byen Grado (historisk lavet af små øer, som Venedig) den største i Grado-lagunen og ligger kun 20 km fra mundingen af Isonzo-floden.

### Marano
Marano-delen dækker et område på 70 kvadratkilometer og har færre øer end sektionen af Grado. Nogle gange betragtes Grado- og Marano-lagunerne som en enkelt enorm lagune kaldet på italiensk "Grado-Marano Laguna" (eller endda kun "Laguna di Grado"), der strækker sig fra Grado til Lignano Sabbiadoro og kaldes "tvillingsøsteren til Laguna di Venezia ".  Marano-lagunen er dog under administration af "Comune di Marano Lagunare" (mens den østlige del hovedsageligt administreres af "Comune di Grado").
Marano-delen af lagunen krydses i længderetningen af den "venetianske kystvandvej", en vandvej, der forbinder Venedig med Isonzo-flodens munding.
Denne sektion starter på den sydlige side med Lignano Sabbiadoro, en ferieby udviklet hovedsageligt efter Anden Verdenskrig. Marano-sektionen går indtil "Palud de Soto" nær Porto Buso og øen Anfora, ved siden af mundingen af den lille flod Aussa.
Marinaen  i Lignano Sabbiadoro er den største i Italien og blandt de største i Europa med mere end 5.000 pladser. De forskellige strukturer i Aprilia Marittima, havnen Marina Punta Faro og havnen "Porto Vecchio" er strategisk placeret omkring og nær de sydlige områder af Marano-lagunen.
Marano-lagunens naturreservat strækker sig over mere end 1.400 hektar, og det består faktisk af to mindre reservater, reservatet ved Stella-flodens munding, "Riserva Foci dello Stella" og reservatet Canal Nuovo-dalen "Riserva Valle-kanalen Novo" ). Miljøet består hovedsageligt af rørskov, vand og sandbanker. Det, der er specifikt for Marano-lagunen, er de forskellige vand/saltholdighedsniveauer. Denne varietet har muliggjort udviklingen af en imponerende biodiversitet, både på land og i vand. Fuglelivet er dog det mest fremtrædende.

## Hovedøerne i Marano-Grado-lagunen
De vigtigste af de næsten 120 øer i Marano-Grado-lagunen er:
- Anfora (kanal),45°45′14″N 13°16′19″Ø / 45.75389°N 13.27194°Ø [8]
- Barbana øen 45°42′12″N 13°25′23″Ø / 45.7032°N 13.423°Ø [8]
- Beli
- Fossalon
- Gorgo
- Grado ,45°40′40″N 13°23′41″Ø / 45.677778°N 13.394722°Ø [8]
- Martignano
- Isola Morgo,45°42′24″N 13°19′01″Ø / 45.70667°N 13.31694°Ø [8]
- Panera
- Porto Buso (havn),45°43′24″N 13°14′50″Ø / 45.72333°N 13.24722°Ø [8]
- Isola Ravaiarina,45°41′37″N 13°21′46″Ø / 45.69365871865302°N 13.362913424079636°Ø [9]
- San Pietro d'Orio
- Schiusa (kanal),45°41′00″N 13°24′00″Ø / 45.68333°N 13.4°Ø [8]